# Natura 2000-område nr. 141 Brobæk Mose og Gentofte Sø
Natura 2000-område nr. 141 Brobæk Mose og Gentofte Sø  er et Natura 2000-område der består af habitatområde H125 og har et areal på 46 hektar. Til trods for det begrænsede areal, består udpegningsgrundlaget af otte forskellige naturtyper og en art, nemlig sump-vindelsnegl. De udpegede naturtyper i området er af høj kvalitet og har stor værdi. Der ligger flere kildeområder i mosen, der på grund af det opstrømmende grundvand er isfrie om vinteren

## Områdebeskrivelse
Den nordlige del af Brobæk Mose har været fredet siden 1988 og er kommunalt ejet. Området er
gennemskåret af parkstier og er flittigt benyttet af Gentoftes beboere som rekreativt område.
Den nordlige og vestlige del af mosen er domineret af skov-naturtyper, mens den sydlige del er
mere lysåben. I mosen ligger helligkilden Vangede kilde.
Gentofte Sø har frem til 1959 været drikkevandsreservoir for Københavns Kommunalbestyrelse.
Søen ejes nu af Gentofte Kommune, som også står for vedligeholdelsen. Søen, der er på 26 hektar, er
forholdsvis lavvandet og én af de reneste i Danmark.
Natura 2000-området ligger i Gentofte Kommune i Vandområdedistrikt II Sjælland i vandplanopland 2.3 Øresund 

## Fredninger
12,4 hektar i den nordlige del af Brobæk Mose har været fredet siden 1988. I den nordlige del af mosen løber Brobækken igennem, og selvom vandet ser okkerfarvet ud, er det meget rent. Den røde farve opstår, fordi naturlige okkerforbindelser i kildevandet bliver iltet, når det løber gennem bækken på vej ud i søen. Området skal bevares i sin nuværende tilstand som en naturskov og mose uden indgriben i udviklingen. Dog foregår der pleje, hvor tagrør høstes, og især ved rigkæret, der omgiver området “blomsterengen”, skal plejeindsatsen med fjernelse af tagrør intensiveres. 

## Eksterne kilder og henvisninger
1. ↑  Brobæk Mose på gentofte.dk/
2. ↑  "Vandplan 2.3 Øresund" (PDF). Arkiveret fra originalen (PDF) 6. september 2019. Hentet 12. oktober 2019.
3. ↑  Om fredningen på fredninger.dk

- Kort over området på miljoegis.mim.dk
- Naturplanen Arkiveret 12. oktober 2019 hos  Wayback Machine
- Basisanalysen 2016-21 Arkiveret 12. oktober 2019 hos  Wayback Machine